# Per-Erik Dalqvist
Per-Erik Dalqvist, född 7 juli 1980, är en svensk före detta volleybollspelare som numera är volleybolltränare. Han har varit tränare för Hylte/Halmstad VBK herrlag, Engelholms VS damlag och Sveriges herrlandslag i volleyboll. Sedan 2024 är han assisterande tränare för Allianz MTV Stuttgart.